# بهبهان
بِهبَهان مرکز شهرستان بهبهان در استان خوزستان است. بر اساس سرشماری سال ۱۳۹۵، جمعیت شهر بهبهان ۱۲۲٬۶۰۴ تن بوده است.

## نام‌گذاری
- واژه «بَهو» به معنای کوشک می‌باشد. کوشک را قصری می‌گویند که در اطراف آن باغ قرار داشته باشد. پس از تخریب ارجان (شهری که در فاصله ۷ کیلومتری شمال بهبهان قرار داشته)، اهالی آنجا در محل «بَهو» خانه‌هایی بهتر از خانه‌های پیشین خود می‌سازند که شباهت به کوشک داشته‌اند. به این خانه‌ها در لفظ اهالی بومی «بهبهو» گفته می‌شده است.[۴]
- برخی از مورخان معتقدند که شهروندان اولیه این شهر، بهان (سیاه‌چادر) نشین بوده‌اند و چون خانه‌های خود در این مکان را از سنگ و گچ ساختند، در زمستان و تابستان آسایش بهتری در آن‌ها نسبت به چادر داشتند. پس آنجا را «به‌بهان» یعنی بهتر از سیاه‌چادر نامیدند.[نیازمند منبع]

## پیشینه
تاریخ بهبهان همواره و همه جا با تاریخ آریاگان (ارگان/ارجان) همراه بوده و اساساً یکی شمرده می‌شود. ایالت باستانی ارجان (شامل شهرستان بهبهان، امیدیه، آغاجاری و استان بوشهر و استان کهگلویه و بویراحمد کنونی) متعلق به دوره ایلامی، دوران میانی در ایران بود که در مرز خوزستان و فارس واقع شده بود. بر روی سکه‌های عرب-ساسانی و اسلامی، نام این ایالت باستانی به صورت ارجن و در منابع دوره اسلامی به صورت ارّجان نیز آمده است. یونانیان نیز از این شهر با نام ارکران یاد کرده‌اند.
منابع تاریخی از نام‌های دیگری چون رامقباد، بِرامقباد، اَبَرقباد، آمد قباد، به از آمد کواذ، به از آمِدِ کَواد (به معنی قباد بهتر از آمد است) برای ارجان استفاده کرده‌اند، که بخش دوم مشترک در همهٔ آن‌ها به نام پادشاه قباد یکم ساسانی اشاره دارد. یوزف مارکوارت و پاول شوارتس «به از آمِدِ کَواد» را به عنوان نام رسمی ارگان می‌شناسد.
در تقسیم‌بندی پنج کوره‌ای ایالت پارس در زمان ساسانیان، شهر ارگان مرکز کورهٔ ارجان با نام‌های دیگر قبادخوره، کورهٔ قباد بوده است. به گفتهٔ مورخان، کوره ارگان در اواخر دورهٔ ساسانی از شمال و شمال شرقی به استان اصفهان کنونی، از جنوب به خلیج پارس، از جنوب غربی به منطقه دورق (سُرّق)، از غرب و شمال غربی به رامهرمز، از شرق به کوه شاپور و از جنوب شرقی به ایالت اردشیرخوره می‌رسید.

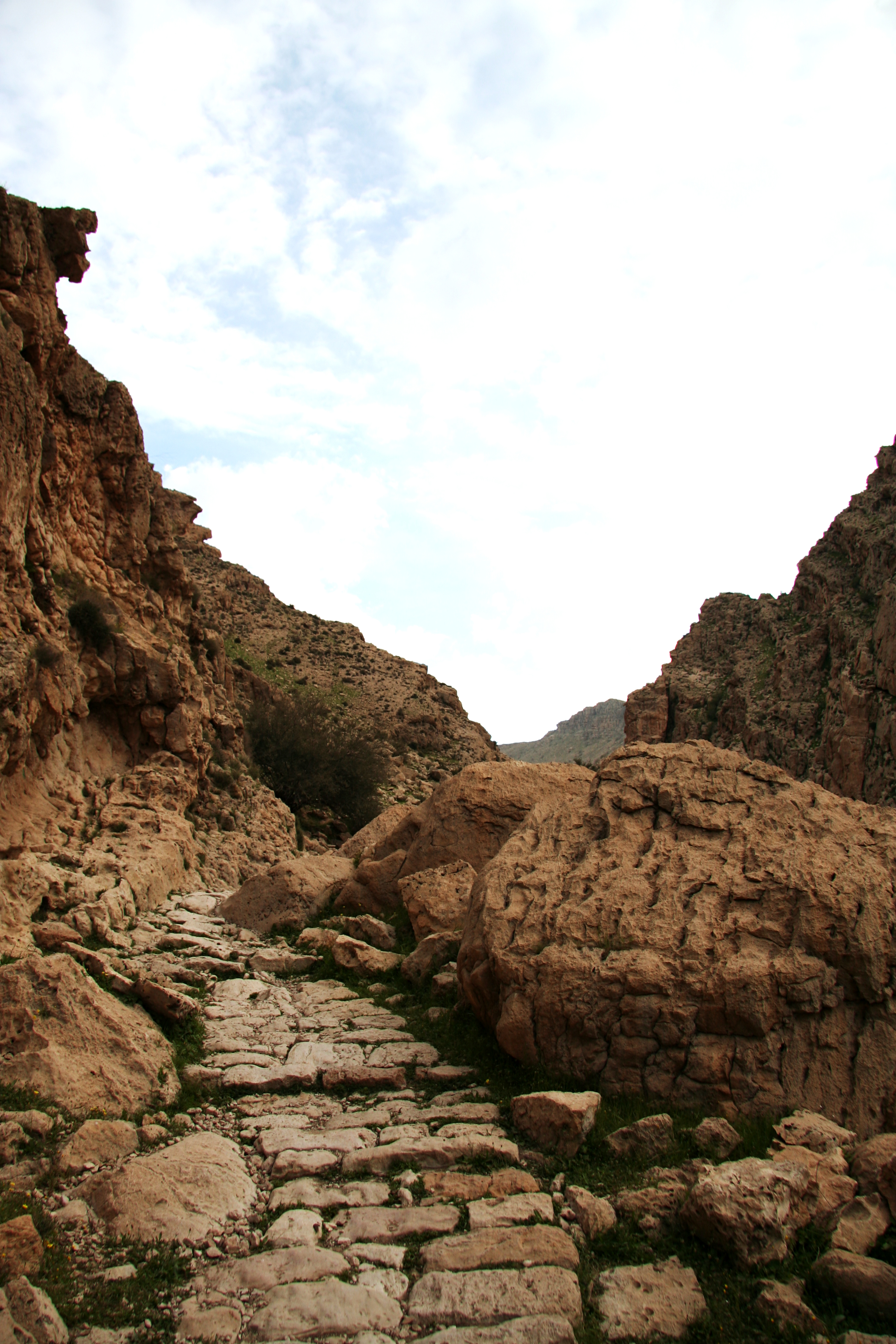
راه کوهستانی باستانی (جاده شاهی)، ارجان بهبهان

به هر روی، خرابه‌های شهر باستانی ارگان در ۱۲ کیلومتری شمال شرقی بهبهان در دو سوی حاشیه رود مارون نزدیک قدمگاه امام رضا واقع شده است، و وسعتی در حدود ۵۰۰ هکتار دارد. در نخستین پژوهش‌های پیرامون شهر کهن ارجان، قدمت این شهر به دوران ساسانیان (۲۲۴–۶۵۲ میلادی) نسبت داده شده ولی در سال ۱۳۶۱خورشیدی در نزدیکی این محوطه باستانی، آثار یک آرامگاه متعلق به حدود هزاره دوم پیش از میلاد و به دوره ایلامی کشف شد که در جدیدی در باستانشناسی این محوطه تاریخی گشود. این آرامگاه حاوی تابوتی بزرگ از جنس برنز بود. به همراه این تابوت یک حلقه طلایی، نود و هشت دکمه زرین، ده ظرف استوانه‌ای، یک خنجر، یک میله نقره‌ای، تنگ و ساغر و سینی برنزی با تصاویر تاریخی پیدا شدند که به ۸۰۰ سال پیش از میلاد برمی‌گردند.
نقش‌های سینی ارجان شامل یک گل رز شانزده‌پر در مرکز سینی، سپس یک ردیف شیر، و پنج ردیف نقوش متنوع مربوط به مراسم مختلف در بقیه فضا کنده شده و فاصله بین این نقوش را چند ردیف گیس بافت پر کرده است. بر اساس نقوش این سینی، ظاهراً یکی از فرمانروایان ایلامی برای مدتی به یکی از مناطق کوهستانی برای شکار عزیمت کرده، و در غیاب وی در محل حکومت شورش به وجود آمده است. شاه به محل حکومت برمیگردد و شورش را سرکوب می‌کند. سردسته شکارچیان نیز در یکی از نگاره‌ها، حیوانات شکار شده را به پیش شاه می‌برد و شاه طی مراسمی جشن می‌گیرد. همچنین، قدیمی‌ترین تصویر از یک بربت یا چنگ‌نواز و به قولی لیرنواز ایرانی در میان گروه نوازندگان در این سینی به چشم می‌خورد. در لبهٔ پشت جام نیز کتیبه‌ای میخی به خط ایلامی نقش بسته است.
یکی از کشفیات مهم این محوطه تاریخی، حلقه قدرت زرینی است که در دست چپ متوفی قرار داده شده است. این حلقه دارای دسته استوانه‌ای هلالی شکل تو خالی است که دو انتهای آن به دو صفحه بیضی شکل ختم می‌شود. قسمت داخلی این صفحه‌ها به‌طور قرینه با نقش دو شیر بالدار که در دو طرف درخت مقدس ایستاده‌اند تزیین شده است. دور تا دور نقوش نقش گیس باف دیده می‌شود. در زیر پای شیرها سه ردیف نقش به صورت طاق هلالی شکل کنده شده و بر روی دسته، شیارهایی ایجاد شده که انتهای آنها به یک گل دوازده پر در قسمت بیرونیِ دو صفحه، ختم می‌شود. این حلقه دارای کتیبه‌ای به خط میخی عیلامی در قسمت دسته است که ترجمه آن کیدین هوتران پسر کورولوش است.
شهر ارجان از دیرباز مرکزیت منطقه ارگان و کهگیلویه را بر عهده داشته است. ارجان در زمان ساسانیاندر محلی که هم‌اکنون در بخش شمال بهبهان واقع است و یادگارهایی از تمدن ایلامی را در خود جای داده است بازسازی شده و به نام آریاگان نامیده شد. به نظر برخی  ازجمله آرتور کریستنسن (۱۹۲۵، ص۷)، بعدها قباد یکم پادشاه ساسانی در یورش به امیدا در شمال بین‌النهرین (منطقه کُردنشین دیاربکر در کشور ترکیه کنونی) هشتاد هزار تن از اهالی آن را به اسارت گرفته و به ارجان آوردهو شهر را بازسازی کرده است. همچنین، ارگان به همراه دو شهر جنابا (گناوه کنونی) و رِیشهر/ریواردشیر (بوشهر کنونی) که در ایالت ارگان بودند، به مرکز تولید پارچه کتان که مردم امیدا در ساخت آن ماهر بودند، مبدل شد.
به‌طور کلی، آریاگان در زمان ساسانیان یکی از چهار شهر مهم ایران بود. زمین‌های حاصلخیز و آب کافی که از رودخانه‌های مجاور تأمین می‌شد باعث رونق کشاورزی این منطقه شده بود. قرار گرفتن بر راه بین فلات ایران و جلگه خوزستان ارگان را به مرکز تجاری تبدیل نموده بود که اهمیت راهبردی غیرقابل انکاری داشت. بیشتر زمین‌های آریاگان به کشت انگور و زیتون اختصاص داشت و گونه‌های مختلف غلات در ارگان بسیار پربار بودند. بعضی از مورخین آمدن آرین‌ها را به آسیای غربی به سده چهار دهم قبل از میلاد و برخی به دو هزار سال قبل از میلاد مربوط می‌دارند. چون آثار عیلام و کلدانیان در نزدیکی‌های ارجان از سنگ نبشته‌ها و حجاری‌های تنگ سروک و غیره موجود است معلوم می‌گردد که ارجان از شهرهای پیش از مهاجرت آرین‌ها بوده است. مسعودی در کتاب مروج الذهب در شرح آتشکده‌های دوگانهٔ قدیم ایران می‌نویسد: «آتشکده دیگری (معبد ارجان) در شهر ارگان فارس بود و به روزگار بهراسف بنا شده بود. این آتشکده پیش از ظهور زردشت، پسر اسبیمان پیغمبر مجوس بوده است».

### عوامل اصلی نابودی ارگان
در روند متروک شدن و نابودی ارجان دو عامل عمده تأثیر داشت که به دو دستهٔ انسانی و طبیعی تقسیم می‌شود. عوامل انسانی عبارت‌اند از جنگ‌های متعدد بین مدعیان حکومت، وجود قلعه‌های اسماعیلی و مشکلات وابسته به آن که از جملهٔ آنان می‌توان غارت، دزدی و ناامنی را نام برد. همچنین، مهاجرت‌های متعدد خارج از منطقه و تغیرات اساسی در سیستم جغرافیای سیاسی-اداری ایالت‌های فارس و خوزستان که باعث حذف نام ارجان شد اشاره کرد. در هر صورت، بزرگ‌ترین عامل نابودی ارجان عامل طبیعی زمین‌لرزه بوده است.

#### زمین‌لرزه
به گفته ابن اثیر:
به سال ۴۴۴ ق خوزستان - ارجان و ایذج (ایذه) دچار زلزله بسیار شدیدی شد. در این زلزله افراد زیادی به زیر آوار رفتند و ابنیه بسیاری تخریب و نابود شد. زلزله به قدری شدید بود که کوه شمالی ارجان به نام خاییز، ترک خورد و از آن ساخت‌هایی با پله‌هایی از جنس گچ بیرون آمد.
احتمالاً این زلزله از دلایل نابودی بسیاری از زیر ساخت‌های آبیاری و کشاورزی شهر ارجان بوده است؛ و پس از این زلزله زمین لرزه دیگری در سال ۴۷۸ ق مجدداً ارجان و حومه آن را تحت تأثیر خود قرار داد. ابن اثیر در این باره گفته است: «بسیاری از دام‌ها و انسان‌ها به زیر آوار رفتند» و گمان می‌برند که اولین صدمات جدی به پل‌های دوگانه ارجان بر روی رودخانه تاب (مارون کنونی) متعلق به همین دوره است؛ و سالها بعد این دو پل کامل ویران شده است. در منابع نوینی که به بررسی زلزله‌های تاریخی پرداخته این زلزله تأیید شده. بدین ترتیب این دو زلزله افراد زیادی را به کام مرگ کشانده. شهر را ویران و ساخت‌های زیر بنایی آن را از بین برده است؛ و از جمعیت و اهمیت تجاری ارجان تا حدی کاسته است.
مردمی که از زمین‌لرزه در منطقه‌ای که پیش از آن محل نیایششان بود و بهان نامیده می‌شد گرد هم آمدند و برای چندگاهی آنجا زیستند و در محلی که بهتر از «بهان» بود شهری را بنا کردند که «بهبهان» نامیده شد. در همین زمان و پس از تقسیم‌بندی جدید کشوری بهبهان از استان فارس جدا شده و به استان خوزستان پیوست.

### جنگ ایران و عراق
شهرستان بهبهان در جنگ ایران و عراق بیش از ۱۱۰۰ نفر کشته داشته است.

#### فاجعهٔ بمباران موشکی مدرسهٔ پیروز بهبهان
در حدود ساعت ۱۷:۱۰ بعدازظهر ۴ آبان ۱۳۶۲، در حالی که دانش‌آموزان نوبت عصر مدرسهٔ حمداللّه پیروز بهبهان در کلاس‌های درس خود بودند از سوی دشمن بعثی مورد اصابت حملهٔ موشکی قرار گرفتند که بر اثر آن ۶۹ دانش‌آموز، ۱ خدمتگزار و ۴ معلم کشته و ۱۳۰ دانش‌آموز و ۱۳ معلم دیگر زخمی شدند. شدت حمله به حدی بود که ساختمان مدرسه کاملاً نابود شد و دوچرخه‌های دانش‌آموزان تا فاصلهٔ بسیار دوری از محل وقوع حادثه پرتاب شد. موشک‌های استفاده شده در این حمله، ساخت شوروی و فرانسه بودند. عمق این فاجعه به حدی بود که روح‌الله خمینی و سید علی خامنه‌ای (رهبر کنونی ایران) در خصوص آن صحبت کرده و آن را حادثه‌ای بسیار تلخ و دردآور توصیف کرده‌اند.

#### حمله شیمیایی به گردان فجر بهبهان
در صبح روز جمعه، در تاریخ ۱۹ دی ۱۳۶۵ در حالیکه عملیات کربلای ۵ در دشت شلمچه شروع گردیده بود و سربازان ایرانی در آن عملیات  درحال پیشروی بودند، نیروهای بعثی عراق با بمب شیمیایی به سربازان ایرانی (گردان فجر بهبهان) حمله کردند که در نهایت منجر به کشته شدن ۹۰ نفر از آنان و مصدوم شدن تعدادی دیگر گردید.

## جغرافیا

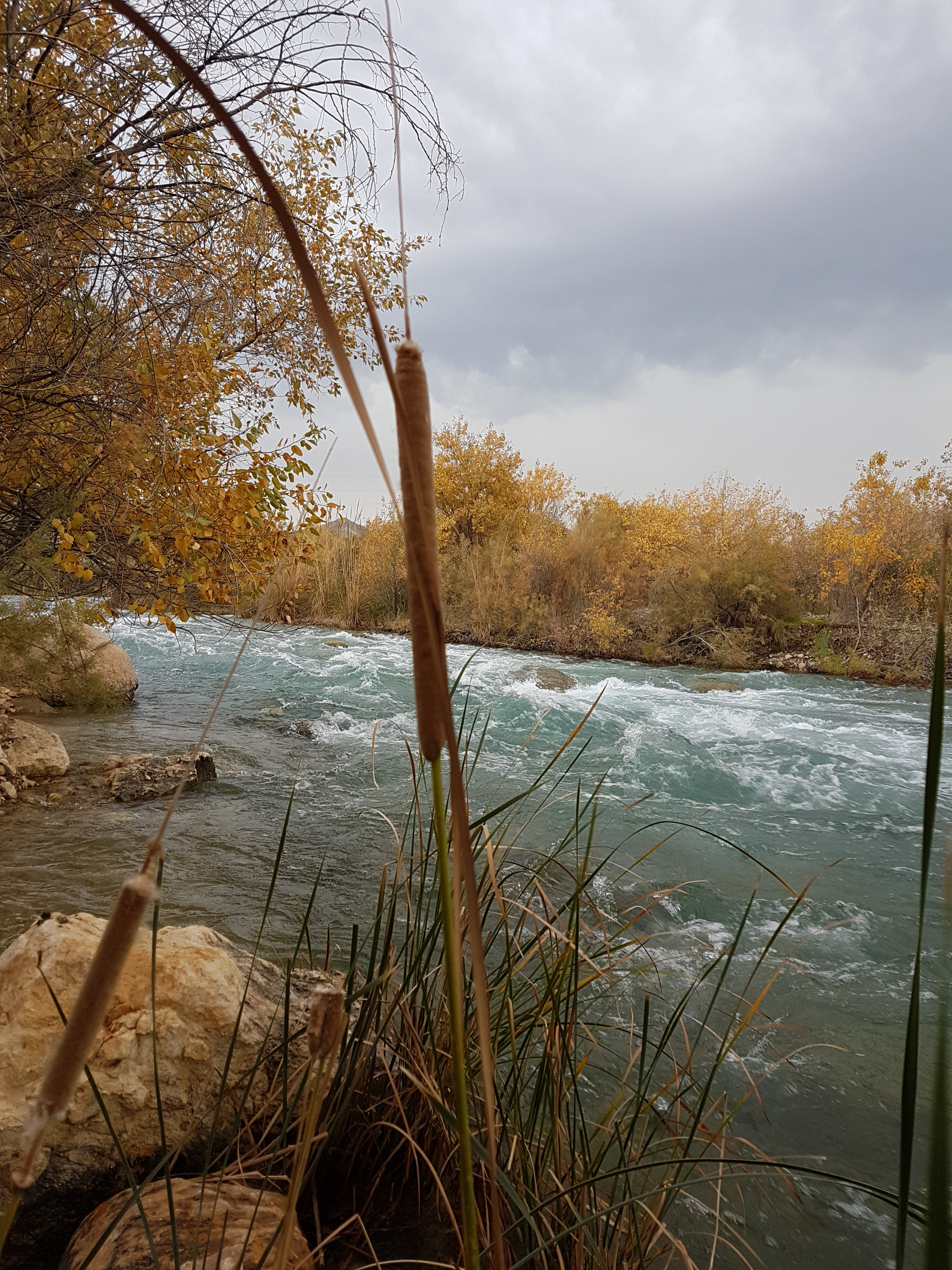
بیشه‌های رودخانه مارون، بهبهان

شهری قدیمی به یک سری محلات تقسیم شده که عبارت اند از: محله عقلاییها، محله بدیعا، محله پر، مسجد بردی، پهلوانان، کاروانسرا گچپزان، محله‌باقرخان، محل مکینه، شاه فضل، سادات، لب آب، درویش، محله ملک، محله در ویس، سبزپوشان، تخت‌کشان، محسنی‌ها، معمارها، ملایان، گود چاهک، گود بقال، کارگهٔ قنوات، گود کلو، آب خسی‌ها، میدان، خراسانی‌ها، آقا پیرحیدر، بازار نو، محله پیر، آهنگرها، بوعلی‌ها، درویش‌ها. بخش‌های جدید شهر عبارت‌اند از: چمنک، شهرنو، ذوالفقاری، فلکه بید بلند و پل قائم.

### گوناگونی زیستی و جانداران

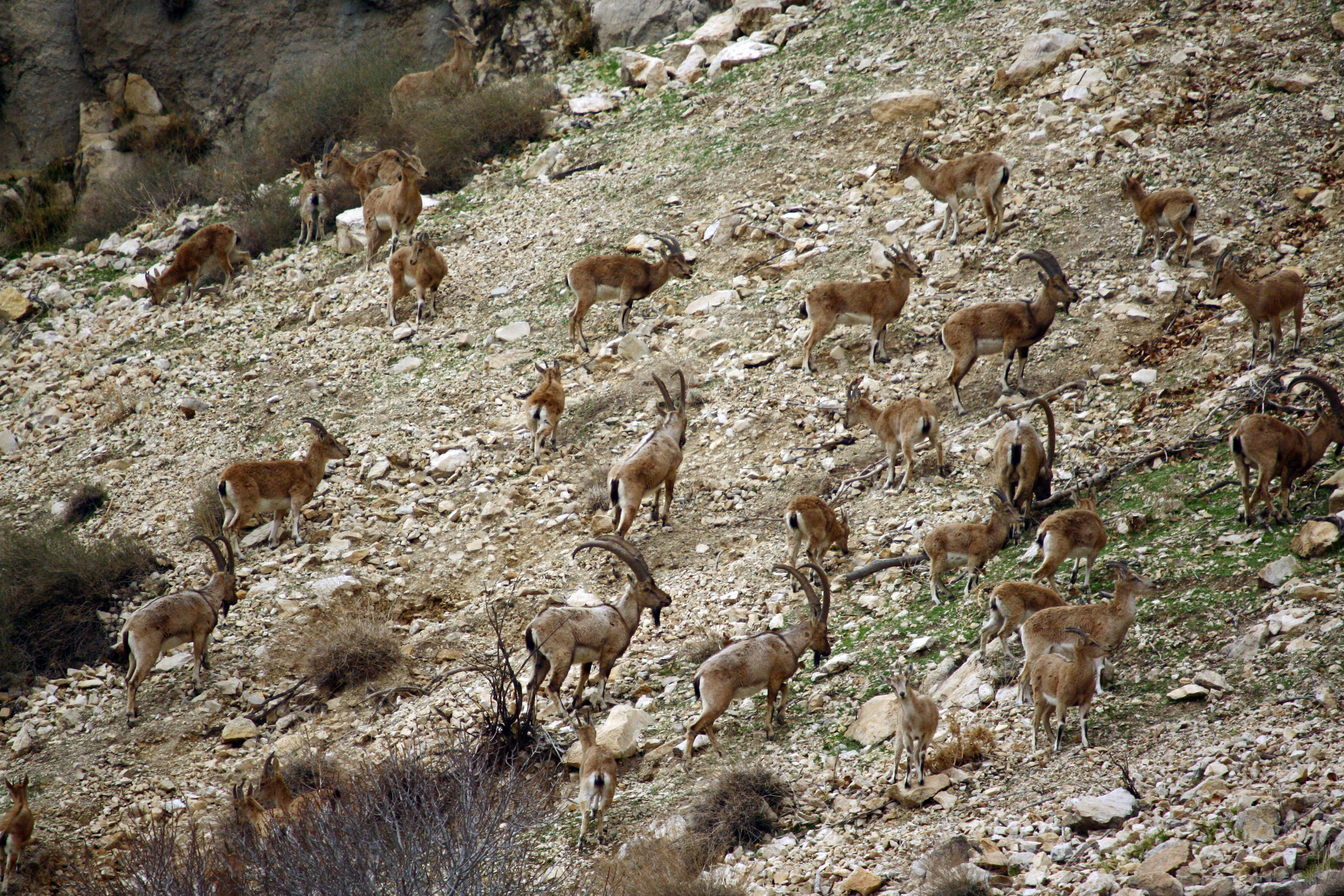
بز کوهی در خاییز بهبهان

بهبهان که در دشت و مجاورت با بلندی‌های رشته‌کوه زاگرس قرار دارد و از رودخانه‌های پرآب مارون و خیرآباد و زهره برخوردار است، دارای جایگاه اکولوژیک خاص و مناطق ویژه‌ای است.
برای نمونه، منطقه حفاظت‌شده خاییز در دامنه غربی رشته کوه زاگرس، گونه‌های کمیاب و در معرض انقراض جانوری و گیاهی مختلف را در خود جای داده است. در این مناطق بکر و زیبا، پلنگ، کاراکال، گربه جنگلی، گراز، کفتار، گرگ، شغال، روباه، سمور سنگی، شنگ، رودک عسل خوار، کبک، تیهو، جغد ماهی‌خوار، دراج، زنبورخوار، کل و بز و … دیده می‌شود.
از گونه‌های جانوری بسیار کمیاب بهبهان نیز می‌توان از ماهی کور غار نام برد که در ایران تنها در بهبهان و لرستان دیده شده است. گونه کمیاب شاه‌روباه نیز در بهبهان ثبت و عکسبرداری شده است.

در گذشته نیز قوچ و میش و همچنین آهو نیز در دشت‌ها و تپه ماهورهای مناطق اطراف بهبهان به وفور یافت می‌شد، ولی متأسفانه اکنون  به‌دلیل تخریب زیستگاه‌ها، آتش‌سوزی و شکاربی‌رویه و غیرمجاز، شاهد چنین مناظری نیستیم. 

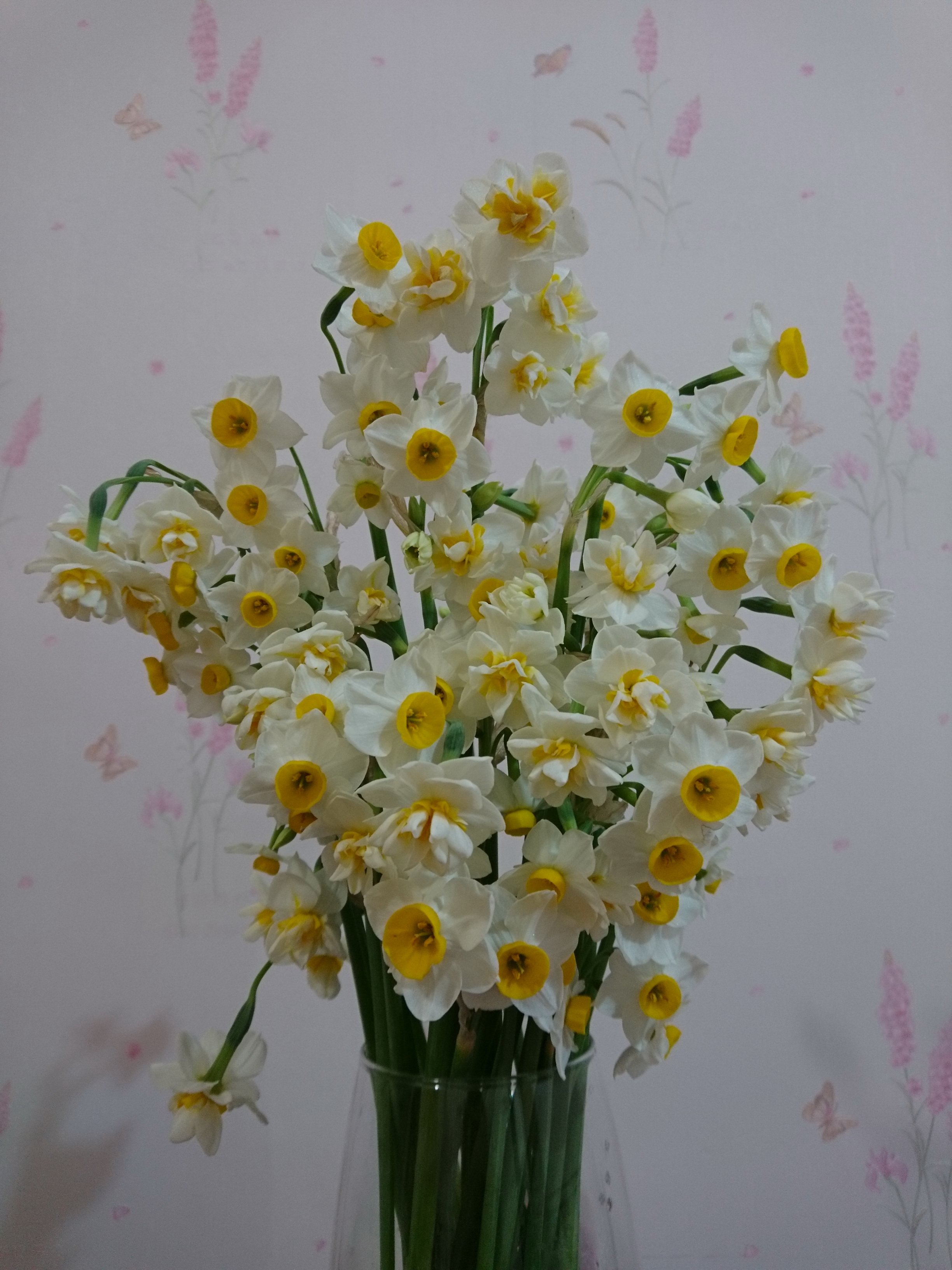
گل نرگس بهبهان

قدیمی‌ترین نرگس‌زار ایران و زادگاه اصلی آن متعلق به شهرستان بهبهان است و پس از آن در شهرهای دیگر استان فارس و خوزستان هم به مقادیر اندکی وجود دارد. گل نرگس را می‌توان در دشت‌ها و کوهپایه‌های زاگرس در استان‌های ایلام، لرستان، خوزستان، فارس، کهگیلویه و بویر احمد مشاهده کرد.
این گل در سال ۱۹۹۲ میلادی در جشنواره گل هلند رتبه نخست را به خود اختصاص داده و در ایران به علت نبود آگاهی و معرفی کافی و عدم تبلیغ دربارهٔ آن و شناسانده نشدنش تاکنون از خاستگاه آن اطلاعات کافی منتشر نشده است. گل دهی نرگس همه ساله از نیمه دوم سال آغاز و تا پایان بهمن و گاهی نیز نیمه اول اسفند در بهبهان ادامه دارد.
در نرگس زارهای بهبهان چهار نوع گل نرگس شناسایی شده که نرگس «شهلا» وسعت بیشتری را در این مناطق به خود اختصاص داده است. از انواع دیگر گل نرگس هم می‌توان به «پُرپر یا شصت پر»، «پنجه گربه‌ای» و «مسکین» اشاره کرد که با وجود همه مزیت‌هایی که گل نرگس دارد این گل سهم ناچیزی از گردشگری گل را به خود اختصاص داده است.

## جمعیت‌شناسی

### مردم‌شناسی
رزم آرا در فرهنگ جغرافیایی ایران می‌نویسد که مردم بهبهان به دو زبان لری‌بهمئی و فارسی بهبهانی سخن می‌گویند.امروزه مردم شهر بهبهان به بهبهانی و لری‌بهمئی سخن می‌گویند. زبان لری‌بهمئی میان بخش‌ها و روستانشینان شهرستان بهبهان نیز رایج است.برخی معتقدند که براساس شواهد، مردم بهبهانی دارای اصالت یهودی می‌باشند.

### یهودیان بهبهان
معروف است که شهروندان قدیم بهبهان اصلیتی یهودی داشته‌اند. وجود مقبره‌ای منتسب به دو پیامبر یهودی و به روایتی دو سردار یهودی در نزدیکی بهبهان یکی از این نشانه‌هاست. جالب‌تر اینکه هنوز بسیاری از مردم روزهای شنبه برای زیارت این قبور به آرامگاهشان می‌روند. آرامگاهی که به نظر می‌رسد در اثر بی‌توجهی به مخروبه‌ای تبدیل شده است.

## اقتصاد و بازرگانی

### صنایع دستی
بهبهان از قدیم دارای صنایع‌دستی متنوعی بوده که با برچیده شدن راسته بازار تحولات اقتصادی و ظهور مشاغل جدید بیشتر آن‌ها از میان رفته‌اند.

### گردشگری

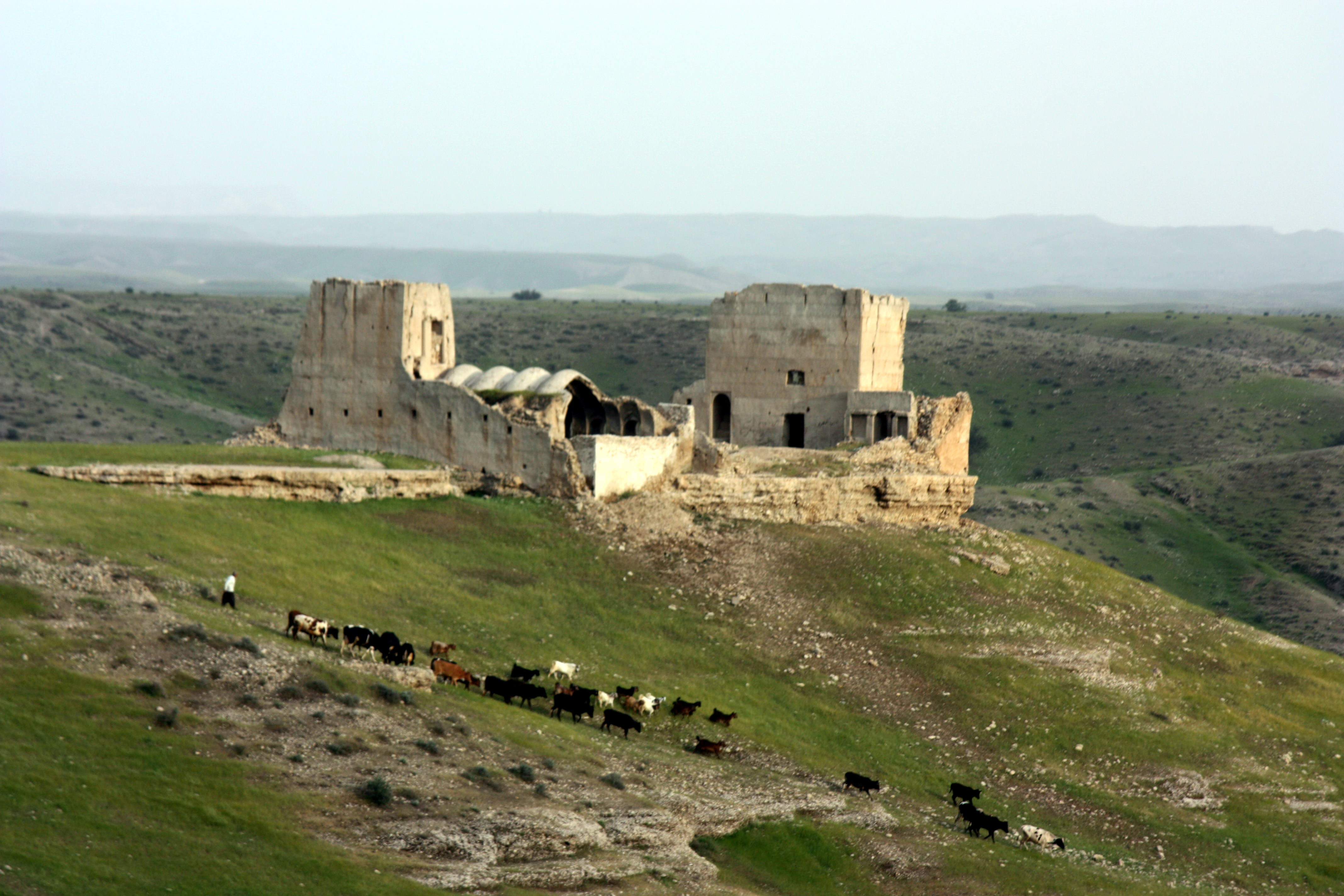
قلعه‌ای در روستای برج بهبهان

دیوار و خندق اطراف شهر، مجموعهٔ ارجان (گور مکشوفهٔ کیدین‌هوتران)، نبردگاه آریوبرزن در کوه‌های تنگ تکاب، کتیبهٔ تنگ‌تکاب، بقعهٔ بشیرنذیر (مقبرهٔ دو برادر یهودی)، نارین قلعه (تخریب شده)، قبرستان و روستای تاریخی تل چگاه زیدون، مسجد جامع و راسته‌بازار، مقوم (از بین رفته)، آب‌انبار و برکه‌ها، عمارت کلاه‌فرنگی (تخریب شده)، مجموعهٔ بکان (پل، حمام)، پل خیری مح‌خان (خیرآباد)، قلعه مدرسه (خیرآباد)، قلعه گلاب (زیدون)، برج‌های رضاخانی، خرابه‌های کلگه‌زار، کتیبهٔ تنگ سروک. (تنگ سروک یا به گویش محلی سولک هم‌اکنون در محدوده جغرافیایی استان همسایه کهگیلویه وبویراحمد واقع شده "شهرستان بهمئی ")

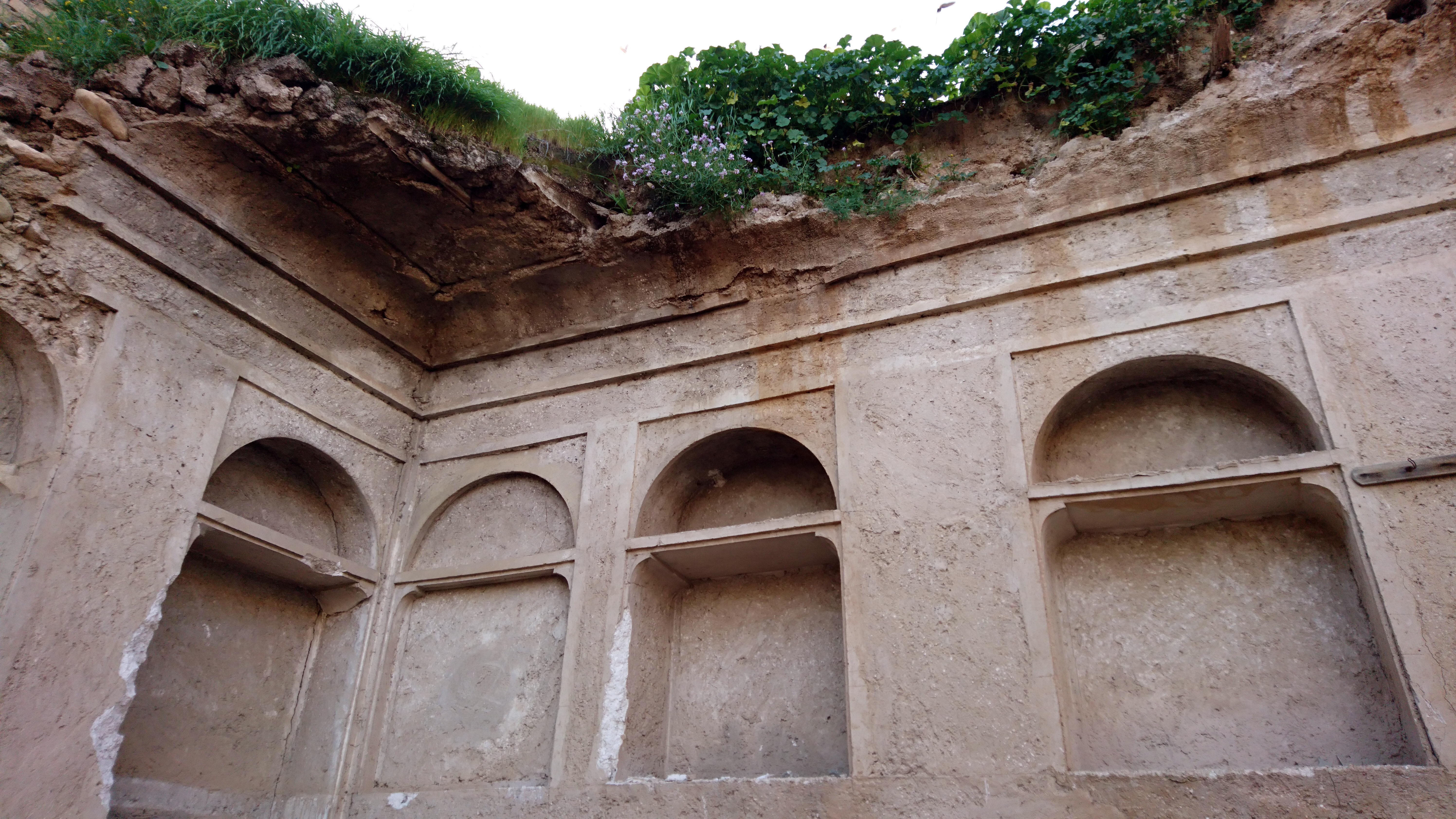
خرابه‌ای در بافت تاریخی بهبهان

بافت تاریخی شهر بهبهان که قدیمی‌ترین منطقهٔ بهبهان کنونی پس از ارجان است، از شمال به خیابان شریعتی، از جنوب به خیابان گرایمی، از شرق به خیابان نحوی و ادامهٔ آن به موازات مسیل آب‌خروار تا خیابان شریعتی و از غرب به خیابان پیروز منتهی می‌شود؛ خیابان عدالت و خیابان جوانمردی به صورت دو محور عمود برهم از وسط این ناحیه عبور می‌کند که خیابان جوانمردی کنونی، سال‌ها قبل به صورت مسیری از وسط شهر می‌گذشته و حد فاصل بین دو طایفه قنوات و بهبهان بوده است؛ مساحت کلی این منطقه حدود ۱۴۶ هکتار است.
از دیگر ویژگی‌های این بافت وجود بیش از ۸۴ مسجد، حسینیه و امامزاده در لابه‌لای اماکن مسکونی آن است؛ قدمت بیشتر خانه‌هایی که در این بافت واقع شده‌اند به دوره‌های قاجار و پهلوی می‌رسند، از ویژگی‌های معماری این بناها می‌توان به وجود زیرزمین، در اثر آن‌ها وجود ایوان با ستون‌های مدور، سردرهای قوسی به صورت نیم دایره و آجرکاری‌های زیبا در نمای بیشتر آن‌ها اشاره کرد.

#### راسته بازار بهبهان
این مجموعه که با شماره ۳۷۶۹ در فهرست آثار ملی ثبت شده است، هم‌اکنون قدیمی‌ترین بازار شهر بهبهان است که در دوران گذشته، کانون ثقل تجاری شهر بهبهان و اطراف آن بوده؛ این مجموعه که از دورهٔ قاجار است، دارای چندین راسته بوده که حرفه‌های مختلف در راسته‌های مخصوص به خود فعالیت داشتند؛ هم‌اکنون، تنها یک راسته از آن باقی‌مانده؛ بر روی دیوار راسته باقی‌مانده دو کتیبه قرار دارد؛ مصالح به کار رفته در ساخت ابزار سنگ و گچ است و از ویژگی‌های آن می‌توان به سقف گنبدی حجره‌ها و کاربرد طاق و تویزه در پوشش سقف راسته اشاره کرد.

#### حمام بکان
حمام بکان از دورهٔ ساسانی و مرتبط با شهر قدیم ارجان است و در کنار رودخانهٔ مارون در نزدیکی روستای امام رضا واقع شده است. معماری این بنا به صورت چهار ایوانی است که  درحال حاضر به علت اینکه کف آن تا ارتفاع زیادی بر اثر ریزش سقف‌ها و سنگ‌های کناره دره پر شده است، پلان آن کاملاً دیده نمی‌شود، یک قسمت مربع شکل مرکزی است که چهار ایوان در چهار جهت آن قرار داشته، ایوان‌ها که در روی چهار ستون قرار داشته‌اند با طاق‌های جناقی به هم متصل شده و قسمت مرکزی سقف گنبدی شکل داشته که  درحال حاضر ریخته است.

#### پل تاریخی ارجان
این پل که در کنار رودخانه مارون در نزدیکی روستای امام رضا و قدمگاه امام رضا واقع شده که متعلق به دورهٔ ساسانی است. پل ارجان دارای دهانه‌ای طاق مانند است در دست راست رودخانه باقی‌مانده و چند پایه پل و سنگفرش بستر زیر پل نیز در محل دیده می‌شوند. این پل پهنایی برابر سیزده متر داشته و از سنگ و ملات ساروج ساخته شده است.
همچنین، آثار پل کوچک دیگری پایین‌تر از پل بزرگ‌تر دیده می‌شود. به گفتهٔ عزالدین بن اثیر، دو زمین‌لرزه شدید در سال‌های ۴۴۴ و ۴۷۸ هجری قمری نخستین آسیب‌های جدی را به پل‌های دوگانه ارجان زدند، و سالها بعد این دو پل ویران شد.

### صنایع و معادن

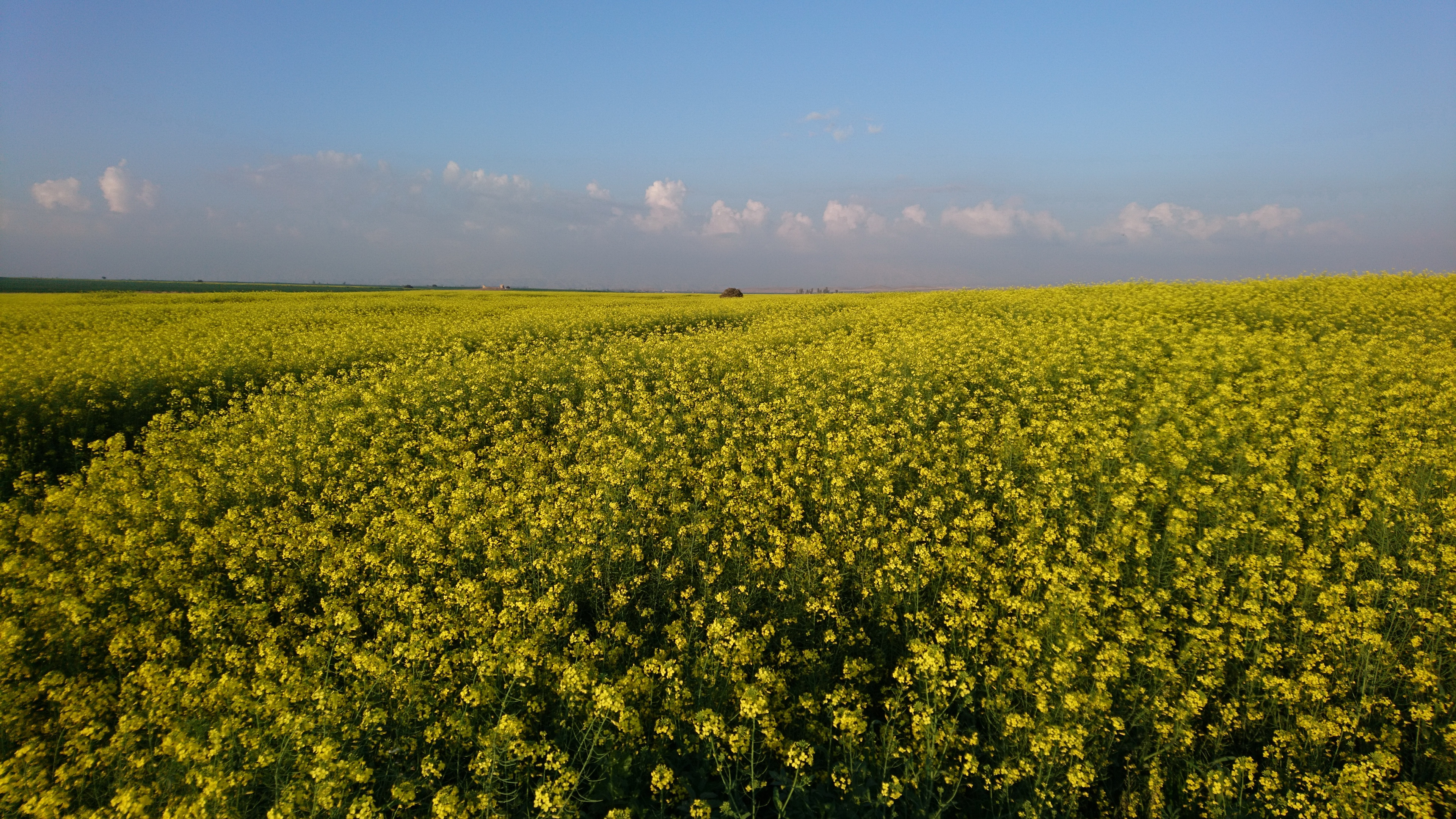
کشت کلزا بهبهان

صنایع شهرستان بهبهان به دو دسته صنایع ماشینی و دستی بخش‌بخندی می‌شوند. صنایع ماشینی نیز شامل صنایع سبک (صنایع غذایی، چوب و وسایل حمل و نقل) و صنایع سنگین (صنایع مربوط به نفت و انواع معادن و سنگ‌های ساختمانی) می‌شود. پالایشگاه گاز بیدبلند (فازهای ۱ و ۲)، واحدهای نفتی پازنان ۲ و رگ سفید ۲ در بخش زیدون، کارخانه سیمان، آجر ماشینی ملامین سازی، ظروف آلومینیوم، کابینت سازی، قند سازی، بسته‌بندی خرما و… از مهم‌ترین کارخانه‌های این منطقه محسوب می‌شوند.
از منابع و معادن زیر زمینی این شهرستان می‌توان به نفت، گاز، سنگ‌های آهک، سنگ گچ، خاک رس، شن، ماسه و مواد اولیه برای تولید سیمان اشاره کرد.
وجود زمین‌های حاصل خیز برای کشاورزی، پتانسیل کامل منطقه برای دامداری، غنی بودن از لحاظ معادن و منابع زیرزمینی و شکوفایی صنایع اعم از صنایع دستی و ماشینی سبک و سنگین، بازرگانی این منطقه را رونق بسیار بخشیده و برخی از مردم این شهرستان دارای شغل بازرگانی هستند.
نیروگاه سیکل ترکیبی بهبهان نیز از منابع تأمین انرژی در این شهر است.

## جنگ شوم
از آغاز بنای شهر بهبهان دره‌ای بنام خروار که محل فاضل آب زمستانی بود، شهر را به دو بخش غیرمساوی بنام بهبهان و قنواتی تقسیم و از هم جدا شده بود. سالها بین مردمان ایندو قسمت که اغلب خویش و منسوب یکدیگر بودند، اختلاف و دشمنی حکمفرمائی می‌کرد و مدتها کلانتری بهبهان با میرزاخانی طباطبایی بود که در قسمت بهبهان سکونت داشتند.
اولین کسی که از قنواتیها اختیار حکومت و سیاست شهر بهبهان را بدست گرفت، رئیس علیرضاخان قنواتی و بعد فرزند او جعفرخانی قنواتی بود. پس از آنها فامیل دیگری از بهبهان بنام دیوان بیگی‌ها رقیب قوی و زورمند میرزاهای طباطبایی گردیدند. بعد فامیل دیگری در قنواتی بنام معمارها علم مخالفت با میرزاهای طباطبایی برافراشتند. رئیس و بزرگ این فامیل شخصی بنام معمارزکی فرزند معمار زمان فرزند معمار محمد علی فرزند معمار محمد بود.
گرچه معمارزکی از طبقه کشاورزان بود و نیاکانش سابقه ریاست و کلانتری نداشتند اما چون پسران و برادران و برادرزادگان و قوم خویش زیاد داشت، در آن روز مرکز قدرت محسوب می‌شد و اولین بار در اختلافی که میان سیداسماعیل مجتهد و آقامحمدعلی مجتهد بروز کرد، به نفع آقامحمدعلی دخالت نموده و گفته بود (دین، دین آقامحمدعلی است) و سیداسماعیل از این بابت آزرده خاطر گشته و به عراق عرب مسافرت کرده و در آنجا بود تا به دعوت ناصرالدین شاه به تهران رفت. دشمنی میان مردم بهبهان و قنوات در زمان میرزا علی ضاخان بهادرالدیون بهبهانی فرزند میرزاسلطان محمدخان و حاجی معمار آقای قنواتی فرزند حاج معمارشفیع فرزند معمارزکی سابق‌الذکر به اعلا درجه رسید و خوانین بختیاری که در آن هنگام در بهبهان حکومت می‌کردند برای پیشبرد مقاصد خود به این اختلاف دامن زده و آتش دشمنی را فراوانتر می‌کردند. بدین معنی که خانواده میرزا علیرضاخان و قسمتی از ایالات کهگیلویه طرف توجه یک عده بختیاریها یعنی اولاد حاجی ایلخانی و خانواده حاجی معمارآقا و قسمتی از ایالات کهگیلویه طرف توجه اولاد ایلخانی قرار گرفته بودند.
بالاخره کار اختلاف و دشمنی میان مردم بهبهان و قنوات به برادرکشی و جنگ شومی کشیده شد و مردمان هرکوی سنگرهایی برفراز بام خانه‌های خوداستوار کرده و شب و روز با یکدیگر درحال نزاع بودند. کسبه دست از کسب کشیده و کشاورزان از کار بازمانده بودند، کار جهالت به جائی رسیده بود که در آن پیکار برادرکشانه، قانون جنگ نیز رعایت نشده و افراد غیرمسلح را درحالی که رزمی نداشتند هدف گلوله قرارگرفته و از پا درمی‌آمدند.
باری در سال ۱۳۳۸ هجری قمری الیاسخان صارم الملک و محمدخان سالار ارفع پسران سردار ظفر بختیاری علیرضاخان بهادرالدیوان بهبهانی را محبوس داشته و برای چند ماه به محال بختیاری تبعید کردند و خانه اش را دستخوش چپاول نمودند.

## بهداشت و درمان

### بیمارستان‌ها و مراکز درمانیدرمانی
1. بیمارستان تخصصی و فوق تخصصی قلب فاطمه الزهراء (س)
2. بیمارستان تخصصی و فوق تخصصی دکتر شهیدزاده
3. بیمارستان تخصصی و فوق تخصصی حضرت ولی عصر (عج)
4. بیمارستان جامع فوق تخصصی سرطان ام البنین ( درحال ساخت)
5. بیمارستان تخصصی و فوق تخصصی زنان و زایمان فریده بهبهانی
6. بیمارستان تخصصی و فوق تخصصی آیت الله سید مصطفی خمینی (تأمین اجتماعی)
7. بیمارستان تخصصی و فوق تخصصی مهرگان (خصوصی)
8. مجتمع پزشکی و MRI پارسیان
9. مجتمع پزشکی و MRI موسوی پور
10. مجتمع پزشکی مرکزی
11. مجتمع پزشکی ایران
12. مجتمع پزشکی و آزمایشگاه تخصصی پیغمبرنیا
13. مجتمع پزشکی فارابی
14. کلینیک دندانپزشکی مهرگان
15. کلینیک دندانپزشکی ارجان
16. کلینیک دندانپزشکی اردیبهشت
17. کلینیک دندانپزشکی نیکان
18. کلینیک دندانپزشکی دکتر دهداریان
19. مجتمع پزشکی آریوبرزن
20. مجتمع پزشکی آریا
21. مجتمع پزشکی دکتر معاشی

## ترابری

### فرودگاه
بهبهان دارای یک فرودگاه نظامی است که متعلق به پدافند هوایی این شهر بوده و به عنوان فرودگاه اضطراری و پشتیبان فرودگاه امیدیه بوده است و برای آن تأسیس شده و بعداً با هماهنگی فرمانداری و نیروی هوائی پروازهایی در هفته به مقصد تهران و بالعکس با استفاده از پروازهای C-۱۳۰ نیروی هوایی داشته است؛ ولی بنا به دلایلی  درحال حاضر از این فرودگاه به جز مقاصد نظامی به هیچ عنوان استفاده نمی‌شود.
در سال ۱۴۰۰ جهت راه اندازی مجدد این فرودگاه به عنوان فرودگاه داخلی کار تعمیر و بازسازی آن توسط پیمانکار مربوطه شروع شده که کار آن  درحال انجام می‌باشد .

### راه‌آهن
بهبهان ایستگاه راه‌آهن ندارد. بنا به برنامه‌هایی که توسط دولت اعلام شده است قرار است خط راه‌آهن شیراز، اهواز که عملیات اجرایی آن از پایان سال ۹۱ شروع شده است از این شهرستان عبور کند.

### پایانهٔ مسافربری
شهرستان بهبهان دارای یک پایانه مسافربری می‌باشد.
افزون بر این سازمان‌ها و نهادهای مسافربری بسیاری در جای جای شهر برپا می‌باشد که کار ترابری مسافران را برای سفرهای درون استانی و برون استانی بر دوش دارند. از بهبهان روزانه اتوبوس‌هایی راهی تهران - اصفهان - شیراز - بوشهر، عسلویه - آبادان - اهواز و ماهشهر می‌شوند که از این میان ترددهای بین بهبهان و اهواز از همه بیشتر است.

### پایانه میوه و تره‌بار
بهبهان دارای ۱ میدان میوه و تره بار بزرگ می‌باشد که بخش عظیمی از مرکبات و صیفی‌جات استان و شهرستان از آنجا به بیشتر نقاط کشور حمل می‌شوند.

## فرهنگ و هنر

### تئاتر و سینما
بهبهان  درحال حاضر دارای یک سینمای پیشرفته در هتل رضا، یک سینمای پیشرفته (سینما آفتاب) در خیابان نهائی و یک سالن سینما متعلق به قسمت فرهنگی هنری سپاه ناحیه مقاومت بسیج بهبهان می‌باشد

### ورزش
ورزش در این شهر، پیروی وضعیت ورزش در ایران است.

#### فهرست ورزشگاه‌ها
- ورزشگاه ۲۲ بهمن
- سالن ورزشی بقایی
- سالن ورزشی جانبازان
- سالن ورزشی شجاعت
- سالن ورزشی خانواده
- سالن ورزشی علی ابن ابی طالب
- سالن ورزشی شهدای مخابرات
- استخر سرپوشیدهٔ خانواده
- استخر سرپوشیدهٔ جانبازان
- سالن ورزشی ولایت
- سالن ورزشی بسیج

## آموزش

### دانشگاه‌های سرشناس
- دانشکده علوم پزشکی بهبهان
- دانشگاه صنعتی خاتم‌الانبیا بهبهان
- دانشگاه فرهنگیان
- دانشگاه آزاد اسلامی واحد بهبهان
- دانشگاه پیام نور واحد بهبهان